# У холмов есть глаза (фильм, 1977)
«У холмов есть глаза» (англ. The Hills Have Eyes) — американский фильм ужасов 1977 года, снятый по собственному сценарию, а впоследствии и смонтированный Уэсом Крэйвеном. Главные роли исполнили Сьюзэн Ланир, Майкл Берримэн и Ди Уоллес. Картина рассказывает о семье Картеров, которая путешествует по Америке через пустыню Неваду и сталкивается с мутантами-каннибалами.
После режиссёрского дебюта Крэйвена «Последний дом слева» (1972) продюсер Питер Лок заинтересовался финансированием аналогичного проекта. В основу сценария фильма Крэйвен положил легенду о шотландском каннибале Соуни Бине, которая, по мнению режиссёра, иллюстрирует, как якобы цивилизованные люди могут стать дикарями. На фильм также повлияли фильмы Джона Форда «Гроздья гнева» (1940) и Тоуба Хупера «Техасская резня бензопилой» (1974). Фильм «У холмов есть глаза» снимался в пустыне Мохаве. Поначалу съёмочная группа слабо верила в проект, но благодаря энтузиазму Крэйвена они стали более увлечёнными и поверили в то, что снимают особенный фильм.
«У холмов есть глаза» собрал в прокате 25 миллионов долларов и положил начало одноимённой франшизе. Все последующие фильмы серии были сняты при участии Крэйвена. Фильм «У холмов есть глаза» был выпущен на VHS в 1988 году и впоследствии перевыпущен на DVD и Blu-ray, а саундтрек Дона Пика вышел на CD и виниле. Рецензии на фильм были в основном положительными, критики хвалили напряжённое повествование и юмор. Некоторые рецензенты интерпретировали фильм как комментарий к морали и американской политике, сейчас фильм считается культовой классикой.
Лента получила приз международного жюри критиков на кинофестивале в Сиджесе. В 2006 году французский режиссёр Александр Ажа снял ремейк «У холмов есть глаза», а на следующий год вышло его продолжение от режиссёра Мартина Вайза.

## Сюжет
Фред, пожилой хозяин бензоколонки, расположенной в пустынной местности близ военного полигона для ядерных испытаний, решает бросить её и уехать, поскольку бизнес идёт плохо. Перед его отъездом на бензоколонке появляется девушка Руби, которая пытается выменять у него продукты для своей семьи. Фред обвиняет её семейство в грабежах и убийствах, из-за которых этого района стали избегать люди. Руби просит Фреда забрать её с собой в город, но тот отказывается. Во время разговора к дому Фреда подъезжает автомобиль. Считая, что это военные, Фред прячет Руби в шкафу.
Автомобиль с прицепом-трейлером, оказывается, принадлежит семье Картеров (бывший полицейский Боб, его жена Этель, их дети-подростки Бренда и Бобби), направляющейся в Калифорнию. С Картерами также путешествует их замужняя дочь Линн с мужем Дагом Вудом и грудной дочерью Кэти и две немецкие овчарки по кличкам Красавица и Чудовище. Картеры рассказывают Фреду о своём намерении посмотреть на находящиеся неподалёку серебряные шахты, но, заправив машину, Фред советует держаться главной дороги и никуда не сворачивать. На бензоколонке также появляется Меркурий — член живущего в этих местах пустынного семейства отшельников-каннибалов во главе с Юпитером (отцом Руби). После отъезда Картеров Меркурий взрывает автомобиль Фреда, лишив того возможности уехать.
Заблудившийся в пустыне автомобиль Картеров привлекает внимание семьи Юпитера. Оказавшись в зоне полётов истребителей, Картеры терпят аварию на пустынной дороге, после чего машина оказывается сломанной. Поскольку радиопередатчик оказывается бесполезен, Боб решает идти за помощью обратно на бензоколонку, а Даг — к отмеченному на карте военному объекту. У Боба оказывается револьвер, который он берёт с собой, и пистолет, который он оставляет Бобби.
После ухода мужчин собаки начинают вести себя беспокойно, и одна из них в конце концов убегает в скалистые холмы. Побежав за ней, Бобби находит собаку убитой и мельком видит в кустах Меркурия. Испугавшись, Бобби бросается обратно к трейлеру, но падает со скалы и теряет сознание до темноты, когда его встречает отправившаяся на его поиски Бренда. Тем временем Этель и Линн ловят на волне передатчика тяжёлое дыхание Меркурия. Вернувшись к родным, Бобби решает не рассказывать им о смерти собаки.
Добравшись до бензоколонки, Боб встречает в доме Фреда, собирающегося повеситься, и спасает его. Тот рассказывает ему историю своей жизни, упомянув, что его второй ребёнок родился уродливым садистом, которого Фред избил и бросил умирать в пустыне (подразумевается, что Юпитер — выживший сын Фреда). После этого Юпитер разбивает окно, вытаскивает стоящего у окна Фреда из дома и убивает его монтировкой. Боб бежит через пустыню обратно, чтобы предупредить семью, но оказывается схвачен другими сыновьями Юпитера — Марсом и Плутоном. Тем временем к трейлеру возвращается Даг и сообщает, что не нашёл на армейской базе ни людей, ни связи.
Даг и Линн решают спать в машине, Этель и Бренда — в трейлере вместе с Кэти. Ночью Марс выманивает Бобби из трейлера и туда проникает Плутон, заперев дверь изнутри. Бобби идёт за ключами от двери к Дагу и Линн и рассказывает им о случившемся днём. В это же время Марс поджигает недалеко от трейлера импровизированный крест, на котором распят Боб. Бобби, Этель, Линн и Даг бросаются к кресту, не заметив спрятавшегося в трейлере Плутона. Пока люди тушат огонь, Марс насилует оставшуюся в трейлере Бренду. Сняв Боба с креста, Даг отправляет женщин в трейлер за водой и спиртным для дезинфекции ран. Боб, однако, вскоре умирает, и Бобби уходит в пустыню на поиски убийц отца. Вернувшись к машине, Этель и Линн видят в трейлере Плутона и Марса, который похищает Кэти. Женщины пытаются отнять у Марса ребёнка, в ходе чего он стреляет в них, тяжело ранив Этель и убив Линн. Перед смертью Линн удаётся ранить Марса в ногу ножом. Услышав выстрелы, Бобби и Даг прибегают к трейлеру, но Плутон и Марс успевают скрыться с ребёнком. Позже Юпитер приносит в свой лагерь труп Боба, после чего отчитывает сначала Руби за её желание уехать, а затем Марса за то, что тот оставил чужаков живыми. Позже той же ночью второй пёс Картеров нападает на Меркурия и сбрасывает его со скалы. Пёс также приносит к трейлеру принадлежавшую Меркурию рацию, по которой Даг и Бобби получают возможность слышать переговоры отшельников.
Утром умирает раненая Этель. Юпитер вместе с Плутоном отправляется к трейлеру, чтобы отомстить выжившим Картерам за смерть Меркурия, однако по дороге Плутон оказывается тяжело ранен, а позже загрызен псом. Взбешённый Юпитер по рации приказывает оставшемуся в лагере раненому Марсу убить ребёнка. Руби решает спасти девочку и убегает, передав её Дагу, пришедшему в лагерь за ребёнком. Марс бросается за ними вдогонку.
Добравшийся до трейлера Юпитер, угодив ногами в сделанную Бобби и Брендой наматывающуюся на автомобильное колесо петлю-западню, оказывается в ловушке, однако, когда трос слетает с колеса, выбирается из неё. Тогда Бобби решает заманить Юпитера в трейлер, предварительно открыв в нём баллоны с газом и устроив под дверью зажигательную систему из чиркающей спички. После взрыва трейлера Бобби идёт удостовериться в гибели врага, но выживший Юпитер нападает на него. Бобби с помощью вооружившейся топором Бренды удаётся застрелить Юпитера.
Тем временем Руби и Даг с дочерью пытаются сбежать от преследующего их Марса. Защищая ребёнка, Даг вступает с Марсом в поединок. Схватка заканчивается, когда Руби приносит пойманную рядом гремучую змею, которая кусает Марса в шею, после чего Даг добивает его ножом.

## В ролях
| Актёр             | Роль                 |
| ----------------- | -------------------- |
| Сьюзан Ланье      | Бренда Картер        |
| Роберт Хьюстон    | Бобби Картер         |
| Мартин Спир       | Даг Вуд              |
| Ди Уоллес         | Линн Вуд             |
| Расс Грив         | «Большой Боб» Картер |
| Вирджиния Винсент | Этель Картер         |
| Джон Стэдмен      | Фред                 |
| Джеймс Витуорт    | Папа Юпитер          |
| Лэнс Гордон       | Марс                 |
| Майкл Берримен    | Плутон               |
| Питер Лок         | Меркурий             |
| Янус Блайт        | Руби                 |
| Корди Кларк       | Мама                 |
| Бренда Маринофф   | Кэти                 |

## Производство

### Разработка и написание сценария

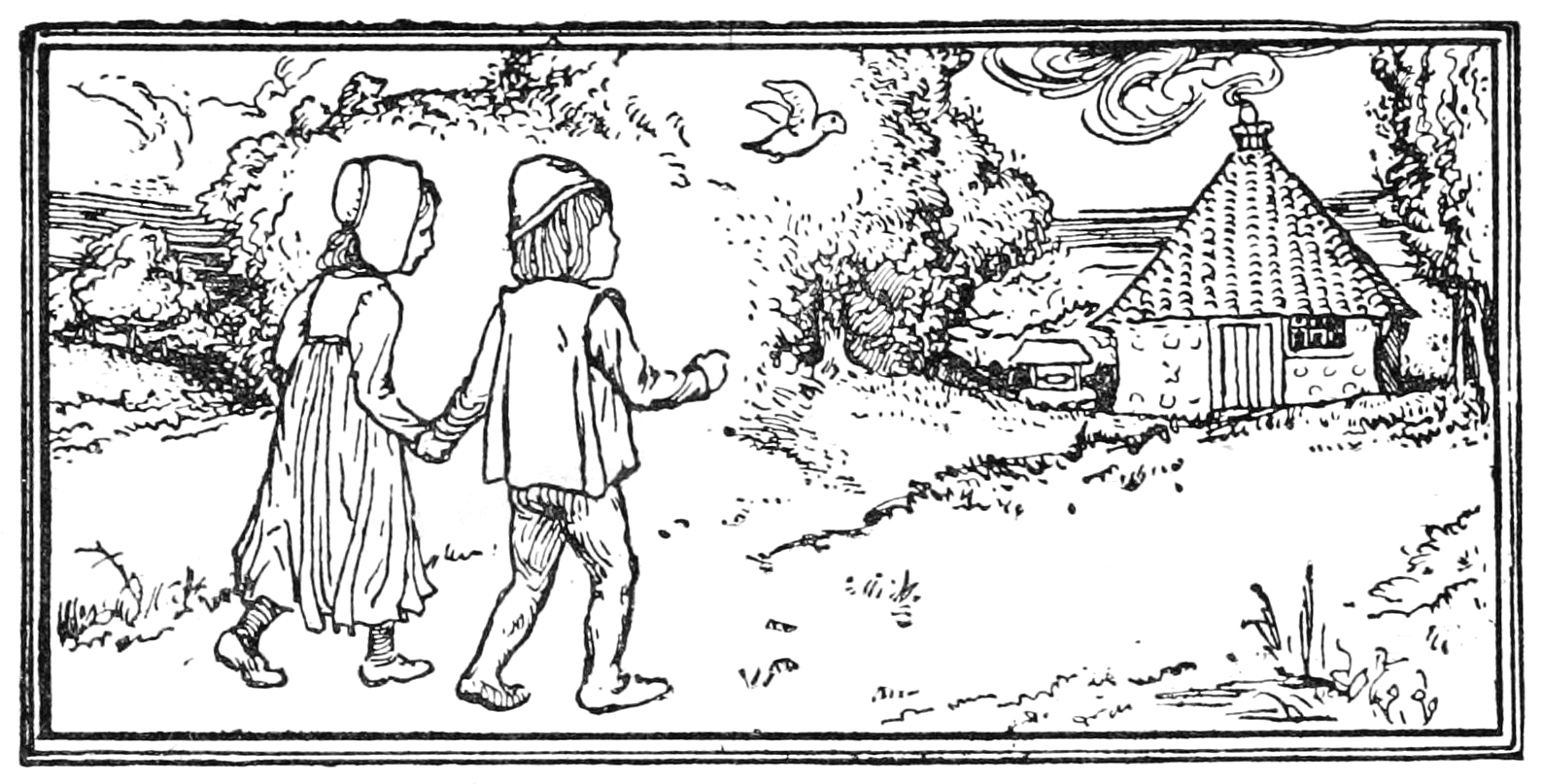
Стив Палополи отмечает параллели между фильмами «Гензель и Гретель» и «У холмов есть глаза»

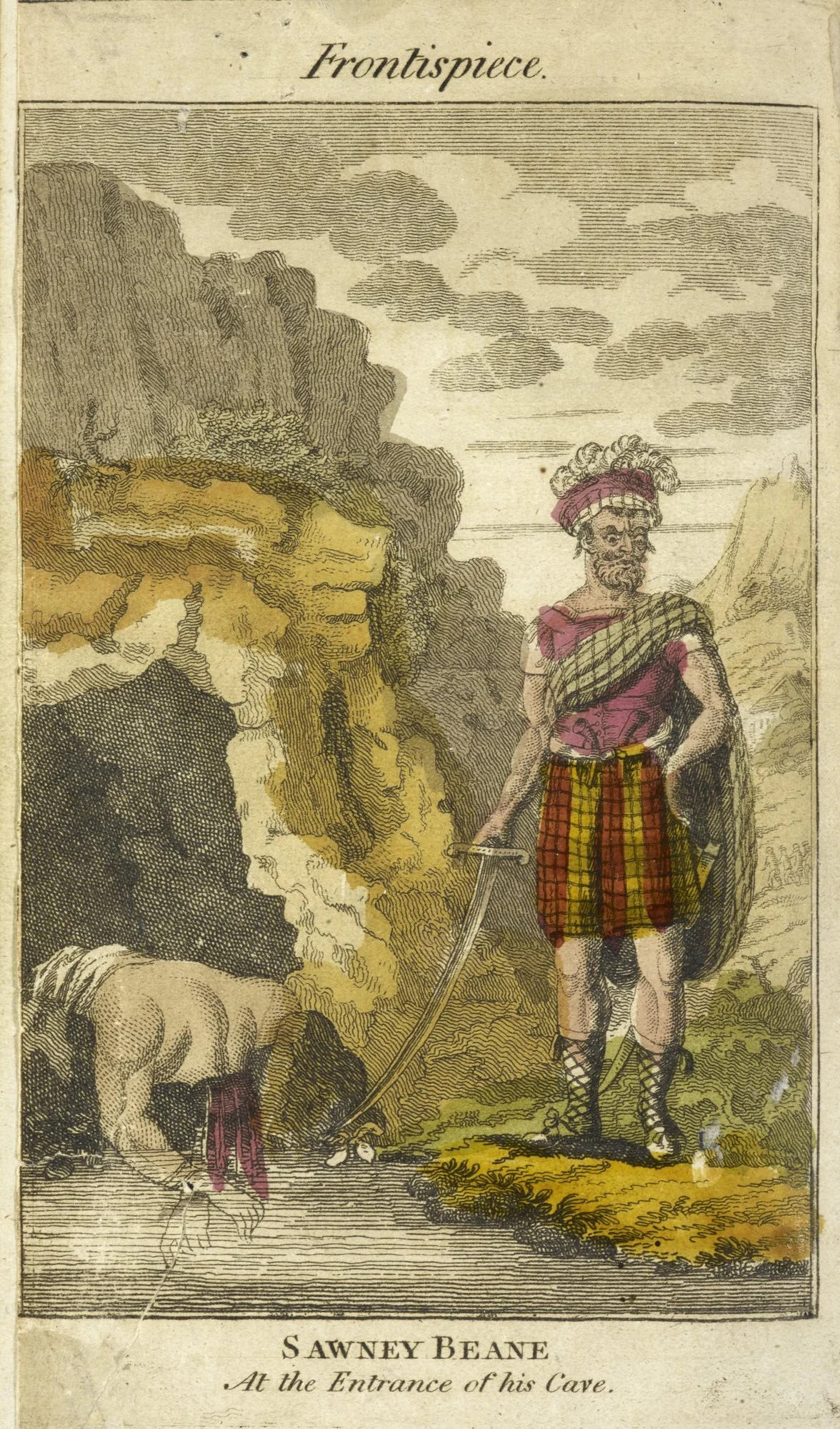
Соуни Бин, чья история вдохновила Крэйвена на написание сценария фильма

После своего режиссёрского дебюта «Последний дом слева» (1972) Уэс Крэйвен хотел снять фильм, не связанный с ужасами, поскольку не хотел себя ограничивать. Однако он не смог найти продюсеров, заинтересованных в финансировании проекта, в котором не было бы кровавых сцен насилия. Друг Крэйвена, продюсер Питер Лок, был заинтересован в финансировании эксплуатационного фильма ужасов, и Крэйвен, имея финансовые проблемы, решил заняться подобным проектом. Крэйвен рассматривал возможность сотрудничества с Шоном Каннингемом над детским фильмом ужасов по мотивам сказки «Гензель и Гретель», но Лок хотел, чтобы фильм был больше в духе «Последнего дома слева». По словам журналиста Стива Палополи из Metro Silicon Valley, в готовом фильме всё ещё присутствуют элементы «Гензель и Гретель», в частности, в нём показано, как люди теряются в пустыне и устраивают ловушку для своих мучителей. Палополи также отметил, что ведьма из сказки так же, как и злодеи из «Холмов», занимаются каннибализмом. При написании проекта для Лока Крэйвен решил, что «хочет чего-то более сложного, чем „Последний дом слева“». Он добавил, что «не хотел снова чувствовать себя неловко, делая заявление о человеческой испорченности».
В поисках сюжета для фильма Крэйвен начал изучать «ужасные вещи» в Нью-Йоркской публичной библиотеке. Изучая в библиотеке отдел судебного департамента, Крэйвен узнал легенду о Соуни Бине — предполагаемом главе шотландского клана из 48 человек, ответственного за убийство и людоедство более тысячи человек. В этой легенде Крэйвена заинтересовало то, как после ареста всего клана Бина их пытали, четвертовали, сжигали и вешали. Крэйвен увидел в таком обращении с кланом Бина со стороны якобы цивилизованных людей параллель с дикостью самого клана. Он решил взять легенду за основу фильма. Другим главным источником вдохновения для проекта стал фильм Тоуба Хупера «Техасская резня бензопилой» (1974), один из любимых фильмов Крэйвена. Закари Пол из Bloody Disgusting говорит, что в центре обоих фильмов — группа отдыхающих, которые «застряли в открытом нигде и должны защитить себя от тесно сплоченной семьи каннибалов», а также в обоих фильмах присутствует архетипическая «бензоколонка судьбы». Как и «Последний дом слева» до этого, фильм черпал вдохновение в работах европейских режиссёров, таких как Франсуа Трюффо и Луис Бунюэль.
Другими источниками вдохновения для фильма «У холмов есть глаза» были соседи и семья Крэйвена, на которых были похожи Картеры, кошмары, снившиеся режиссёру, и фильм Джона Форда «Гроздья гнева» (1940). Первоначальный сценарий назывался «Кровные связи: Солнечные войны» (англ. Blood Relations: The Sun Wars) и действие фильма развивалось в недалёком будущем, в Нью-Джерси в 1984 году. Поскольку девушка Лока, Лиз Торрес, в этот период часто выступала в Лас-Вегасе, Лок видел много пустынных пейзажей во время работы над фильмом и предложил Крэйвену снять фильм в пустыне. Из-за бюджетных ограничений сценарий был написан так, чтобы в фильме было мало ролей и действие происходило всего в нескольких местах. Первоначально фильм должен был закончиться воссоединением выживших членов семьи на том месте, где остался трейлер, это означало, что они могут жить дальше. Однако Крэйвен предпочёл более мрачный вариант, и фильм заканчивается кадром, где Даг жестоко убивает Марса, а Руби с отвращением смотрит на происходящее, что понравилось режиссёру. Крэйвен также хотел, чтобы две семьи в этой истории были «зеркальным отражением друг друга», полагая, что это позволит ему «исследовать разные стороны человеческой личности».

### Кастинг
Майкл Берриман, у которого было двадцать шесть различных врождённых дефектов, поручили роль Плутона. Он был счастлив получить роль в фильме ужасов из-за своей любви к чёрно-белым классическим фильмам ужасов студии Universal, в особенности к фильму «Проклятие мумии» (1944). Персонаж Руби должна была играть актриса, которая быстро бегает, поэтому все претендентки, которые просматривались на эту роль, должны были соревноваться друг с другом. Янус Блайт выиграла роль отчасти потому, что обогнала всех остальных актрис, участвовавших в пробах. Продюсер Питер Лок хотел сняться в фильме в эпизодической роли и получил роль Меркурия, который совсем ненадолго появляется в фильме. В титрах Лок был указан как «Король Артур» (англ. Arthur King). Гуннару Хансену, сыгравшему Кожаное лицо в фильме «Техасская резня бензопилой», предложили роль в фильме, но он отказался от неё, ради того, чтобы переехать в штат Мэн, где он планировал сосредоточиться на литературной карьере. Позже он жалел, что отказался от роли.

### Съёмки

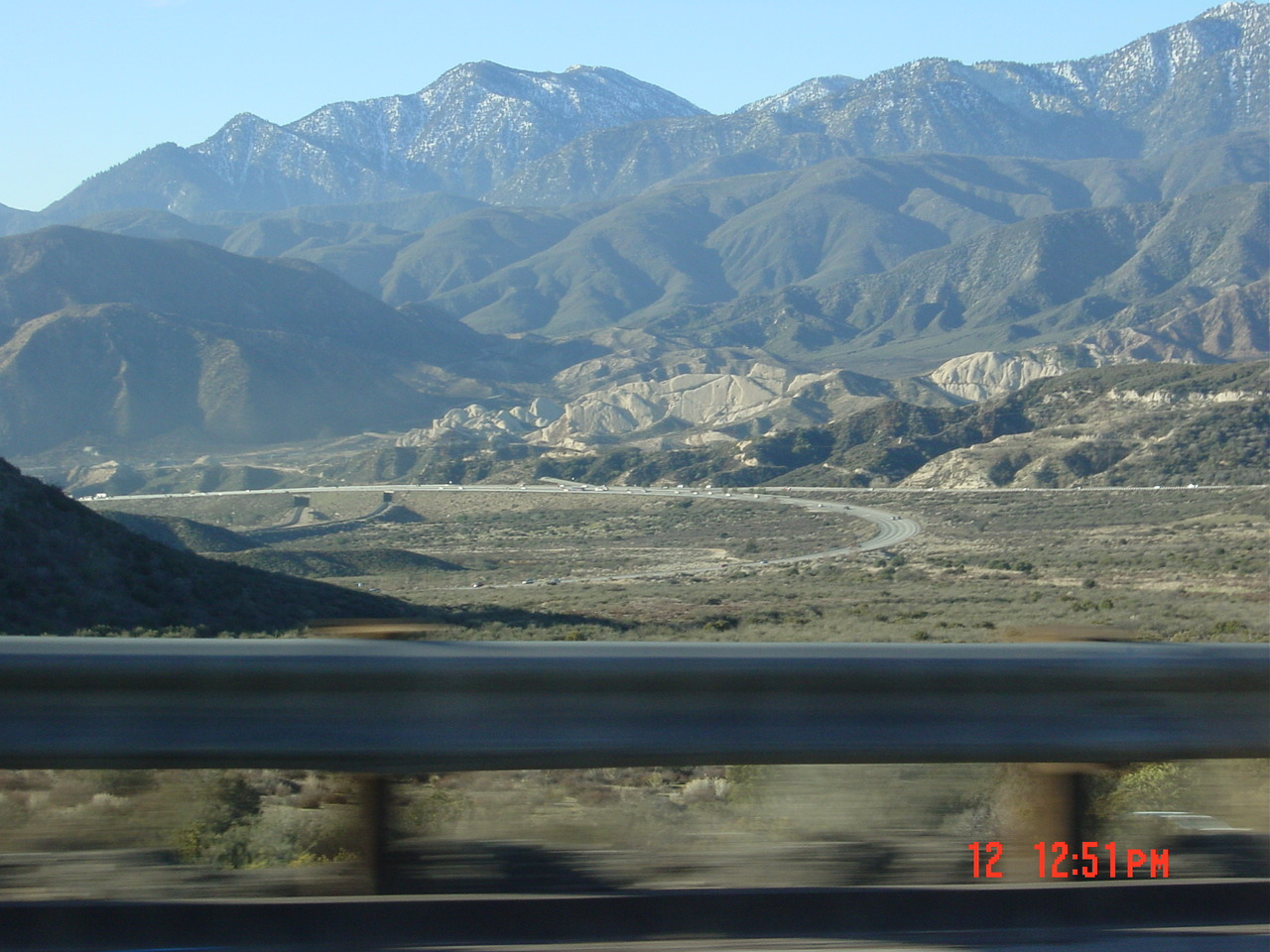
Фильм снимался в Викторвилле, штат Калифорния

Съёмки фильма начались в октябре 1976 года. Фильм был снят в Викторвилле, Калифорния в пустыне Мохаве, использовалась 16-мм плёнка, а камеры были позаимствованы у одного калифорнийского порнорежиссёра. Бюджет фильма составил примерно 350,000 — 700,000 долларов, что примерно в три раза превышает бюджет «Последнего дома слева». Актёры фильма получали минимальную зарплату, а съёмочная группа не состояла в профсоюзе. Лок находился на съёмочной площадке каждый день, следя за тем, чтобы Крэйвен работал продуктивно.
Съёмки были очень тяжёлыми, днём температура была более 120 градусов по Фаренгейту (49 градусов Цельсия), а ночью опускалась до 30 градусов (-1 градус Цельсия), помимо температуры актёрам было физически тяжело, они снимались по 12-14 часов в день, шесть дней в неделю. Поскольку у Берримана отсутствуют потовые железы, жара была особенно опасна для его здоровья, и за ним приходилось ухаживать после съёмок экшн-сцен фильма. Многие актёры сами делали себе грим из-за бюджетных ограничений. Уоллес позже шутила, что с собаками, которые снимались в фильме, обращались лучше, чем с людьми. Большинство членов съёмочной группы были ветеранами фильмов Роджера Кормана и поначалу не испытывали симпатии к «У холмов есть глаза». Их настрой изменился через несколько недель после начала съёмок, благодаря рвению Крэйвена к проекту, а также потому, что съёмочная группа поверила, что этот фильм «нечто особенное».
Роберт Барнс, художник-постановщик фильма «Техасская резня бензопилой», также выступил в качестве художника-постановщика «У холмов есть глаза». Он использовал много реквизита из «Техасская резня бензопилой» для оформления логова каннибалов, включая шкуры и кости животных. Сцена, в которой персонаж Ди Уоллес сталкивается с тарантулом, не входила в сценарий фильма; она была добавлена в фильм после того, как создатели случайно обнаружили паука на дороге. Во время съёмок паук не пострадал. В эпизоде, где каннибалы едят Большого Боба, использовалась баранья нога. Актёры тогда были голодными, поэтому сцена не доставила им дискомфорта. В какой-то момент Крэйвен задумался о том, чтобы персонаж Папа Юпитер съел младенца Кэти, но эта идея не понравилась большинству актёров. Берриман отказался сниматься в этой сцене, и Крэйвен разрешил Кэти выжить. Туша собаки семьи Картеров, Бьюти, была настоящим телом мёртвой собаки, которую где-то приобрели создатели фильма; Крэйвен отказывался объяснять, как именно они получили тело.

### Пост-продакшн
Первоначально MPAA присвоило фильму рейтинг «X» из-за его жестокого визуального материала. Из-за этого был удалён значительный материал из сцены смерти Фреда, эпизода, в котором Марс и Плутон нападают на трейлер, и последней конфронтации с папой Юпитером. Из ста возможных названий для фильма было выбрано «У холмов есть глаза». Название было положительно встречено среди зрителей, но сам Крэйвен остался недоволен им. Копии плёнки для кинотеатрального проката были напечатаны на студии Metro-Goldwyn-Mayer.

## Релиз

### Маркетинг
Лок сказал газете Los Angeles Times, что он ожидал, что маркетинговая кампания фильма обойдётся в два или три раза дороже бюджета фильма. В рекламе фильма «У холмов есть глаза» утверждалось, что копия фильма была добавлена в постоянную коллекцию Нью-Йоркского музея современного искусства; на самом деле копия фильма была добавлена в «учебную» коллекцию музея, а не в более престижную постоянную коллекцию. Один из кураторов музея заявил газете Los Angeles Times, что он предпочёл бы, чтобы в рекламе фильма не упоминался музей.

### Сборы
Премьера фильма состоялась 22 июля 1977 года в Тусоне, штат Аризона, где он заработал 2 миллиона долларов к октябрю 1977 года, в том же месяце фильм вышел в широкий прокат. «У холмов есть глаза» в итоге заработал 25 миллионов долларов, и имел больший кассовый успех, чем «Последний дом слева». Крэйвен отметил, что фильму удалось побить рекорды кассовых сборов в некоторых отдельных кинотеатрах, в которых он шёл. Ещё большему финансовому успеху фильма помешал выход фильма с Бёртом Рейнольдсом «Полицейский и бандит» (1977). Лок не считал «У холмов есть глаза» огромным хитом, но он был доволен тем, сколько денег в итоге он собрал. На кинофестивале в Ситжесе в 1977 году фильм получил специальный приз от критиков.

### Критика

#### Отзывы во время выхода фильма
| современные         | современные     |
| Оценки критиков     | Оценки критиков |
| Источник            | Оценка          |
| ------------------- | --------------- |
| New Musical Express | без оценки      |

Сотрудники Variety назвали «У холмов есть глаза» «удовлетворительным куском пустышки», добавив, что «приятными аспектами [фильма] являются деловой подход Крэйвена и резкий монтаж, а также сценарий, который берёт на себя больше хлопот над персонажами, чем нужно. В диалогах и обезоруживающих поворотах сюжета много смешных моментов». В своей рецензии на более поздний фильм Крэйвена «Болотная тварь» (1982) Роджер Эберт из газеты Chicago Sun-Times раскритиковал данный фильм за слишком «декадентский» характер, на его вкус. Тим Пулейн из The Monthly Film Bulletin заявил, что сюжет фильма «подавал надежды», но «так и не сложился в эффективную повествовательную схему, не говоря уже об аллегорической». Тим Уайтхед из The Spectator посчитал «предсказуемый» сюжет фильма оправданием для «сцен жуткой бойни в духе „Техасской резни бензопилой“», отметив, что Крэйвен «поддерживает напряжение на протяжении всего фильма и иногда умудряется разбавить ужас элементами нелепости». Уайтхед заявил, что он «просто заставил себя отвести взгляд от бесконечных ножевых ранений, порезов и ожогов».

#### Ретроспективная критика
Фильм был включён в книгу «1001 фильм, который вы должны увидеть перед смертью», где Стивен Джей Шнайдер сказал, что фильм «заслуживает внимания как один из самых богатых и прекрасно реализованных фильмов в карьере Крэйвена». Fangoria включила фильм в список тринадцати величайших фильмов ужасов 1970-х годов, а Film Journal International назвал «У холмов есть глаза» классикой грайндхауса. Фильм был номинирован на «100 самых остросюжетных американских фильмов за 100 лет по версии AFI». TV Guide поставил фильму три звезды из четырёх, отметив, что наблюдать за тем, как Картеры становятся всё более жестокими, «захватывающе».
Оуэн Глейберман из журнала Entertainment Weekly написал, что фильм более изобретателен, чем фильмы ужасов, снятые крупными студиями. Уолтер Аддиего в газете San Francisco Chronicle сказал, что «У холмов есть глаза» — самый страшный фильм, который он когда-либо видел, описав его и «Последний дом слева» как «переломный момент в жанре ужасов… Внезапно прежние ужасы, такие как классика Universal („Франкенштейн“ и т. д.) и фильмы Роджера Кормана по произведениям По, показались слабым чаем». Сравнивая «У холмов есть глаза» с «Техасской резнёй бензопилой», Закари Пол из Bloody Disgusting посчитал первый фильм лучше и похвалил его «чрезвычайное» напряжение.
Эрик Хендерсон из Slant Magazine назвал фильм «эффектным» и похвалил его актёрский состав, особенно Роберта Хьюстона, чьё исполнение «более многогранное, чем обычная мужская роль в фильме ужасов». Однако Хендерсон также считает, что фильм уступает «Техасской резне бензопилой» и критикует сцену, в которой Картеры создают мины-ловушки, за то, что она напоминает мультфильмы Looney Tunes про Хитрого койота и Дорожного бегуна. Джон Кондит из Dread Central посчитал фильм не самым лучшим в карьере Крэйвена. В журнале Empire Ким Ньюман поставила фильму три звезды из пяти, отметив: «Спустя десятилетия „У холмов есть глаза“ уже не кажется таким захватывающим, как раньше». Критик IndieWire назвал фильм средненьким.

### Релиз на домашних носителях
Фильм «У холмов есть глаза» был выпущен в США на VHS в июле 1981 года. На DVD фильм впервые был выпущен компанией Lionsgate Home Entertainment 23 сентября 2003 года в виде двухдискового специального издания. 29 сентября того же года фильм был выпущен компанией Anchor Bay Entertainment. Anchor Bay выпустила фильм ещё раз в 2006 году. Дебют фильма на Blu-ray состоялся 6 сентября 2011 года на лейбле Image Entertainment, который в тот же день выпустил фильм также на DVD. В 2013 году Anchor Bay выпустила фильм на Blu-ray в качестве издания «Double feature» с фильмом «Реаниматор» (1985) и на DVD в составе набора из четырёх дисков, в который также вошли «Реаниматор», «Лунатики» (1992) и «Темнота наступает» (2003). Фильм был выпущен в Канаде на DVD и Blu-ray компанией E1 Entertainment 10 января 2013 года. Позднее фильм был выпущен на Blu-ray компанией Arrow Video 11 октября 2016 года и повторно 30 января 2018 года.

## Анализ

### Жанр
В книге «Мужчины, женщины и бензопилы» Кэрол Дж. Кловер характеризует фильм «У холмов есть глаза» как фильм об изнасиловании и мести. Стивен Джей Шнайдер классифицирует фильм как гибрид фильма ужасов, роуд-муви, «фильма об осаде» и вестерна. Кристофер Шарретт из журнала Film Quarterly считает этот фильм скорее анти-вестерном.

### Темы морали
По оценке Стивена Джея Шнайдера в книге «Чувствовать кино», сцена распятия Большого Боба символизирует «полное отречение от иудео-христианской этики». Шнайдер также считает, что в фильме вообще все в той или иной степени виновны. Эд Гонзалес из Slant Magazine охарактеризовал фильм как «морально бессодержательный», отметив, что в концовке «Крэйвен, похоже, считает, что он говорит что-то о нашей инстинктивной потребности убивать ради удовольствия, но эта философия не выдерживает критики, учитывая контекст ситуации с [Дагом] — это случай самообороны „жизнь или смерть“». В книге «Уэс Крейвен: Искусство ужаса» (англ. Wes Craven: The Art of Horror) Джон Кеннет Мьюир пишет, что фильм не говорит о том, что семья Картеров хуже своих врагов, поскольку клан каннибалов совершает акты насилия более ужасные, чем всё, что делают Картеры, но Картеры должны опуститься до уровня варваров, чтобы их победить. Мьюир также считает, что, хотя действия семьи Юпитера непростительны, их можно понять, так как они пытаются выжить.

### Политика
Крэйвен сказал, что фильм выражает гнев против американской культуры и буржуазного общества. Джон Кеннет Мьюир считает, что Картеры представляют Соединённые Штаты, а Шнайдер пишет, что Картеры — буржуазная семья, в то время как каннибалы в фильме могут быть поняты как представители «любого рода угнетённых, униженных и угнетаемых меньшинств/социальных/этнических групп», включая коренные народы Америки, афроамериканцев, хиллбилли и вьетконговцев. Мьюир считает, что хотя «У холмов есть глаза» можно интерпретировать как аллегорию войны во Вьетнаме, это осложняется тем, что Картеры побеждают своих врагов, в отличие от американских войск во Вьетнаме. Вместо этого Мьюир считает, что фильм рассказывает о классовом разрыве в Америке, где Картеры символизируют богатых, а семья Юпитера — бедных. Он поддерживает эту теорию, отмечая, что и Картеры, и каннибалы родом из Америки.

## Франшиза
Крэйвен снял продолжение под названием «У холмов есть глаза 2», которое вышло на экраны в 1985 году. Он снял этот фильм, чтобы превратить «У холмов есть глаза» в киносериал, по аналогии с франшизами «Хэллоуин» и «Пятница 13-е». В конце 1980-х годов Крэйвен рассматривал возможность создания фильма этой франшизы, действие которого происходило бы в космосе, но эта идея так и не была реализована. Не связанный с данной серией фильмов проект Крэйвена «Потрошитель разума» (1995) первоначально должен был стать третьим фильмом «У холмов есть глаза», но он был переписан таким образом, что бы в нём не было отсылок на первую или вторую части фильма. «Потрошитель разума» до сих пор иногда называют «У холмов есть глаза 3». В 2006 году Александр Ажа снял ремейк «У холмов есть глаза», который продюсировал Крэйвен. В 2007 году Крэйвен вместе с сыном Джонатаном написали сценарий для сиквела ремейка — «У холмов есть глаза 2».

## Культурное влияние

### Наследие

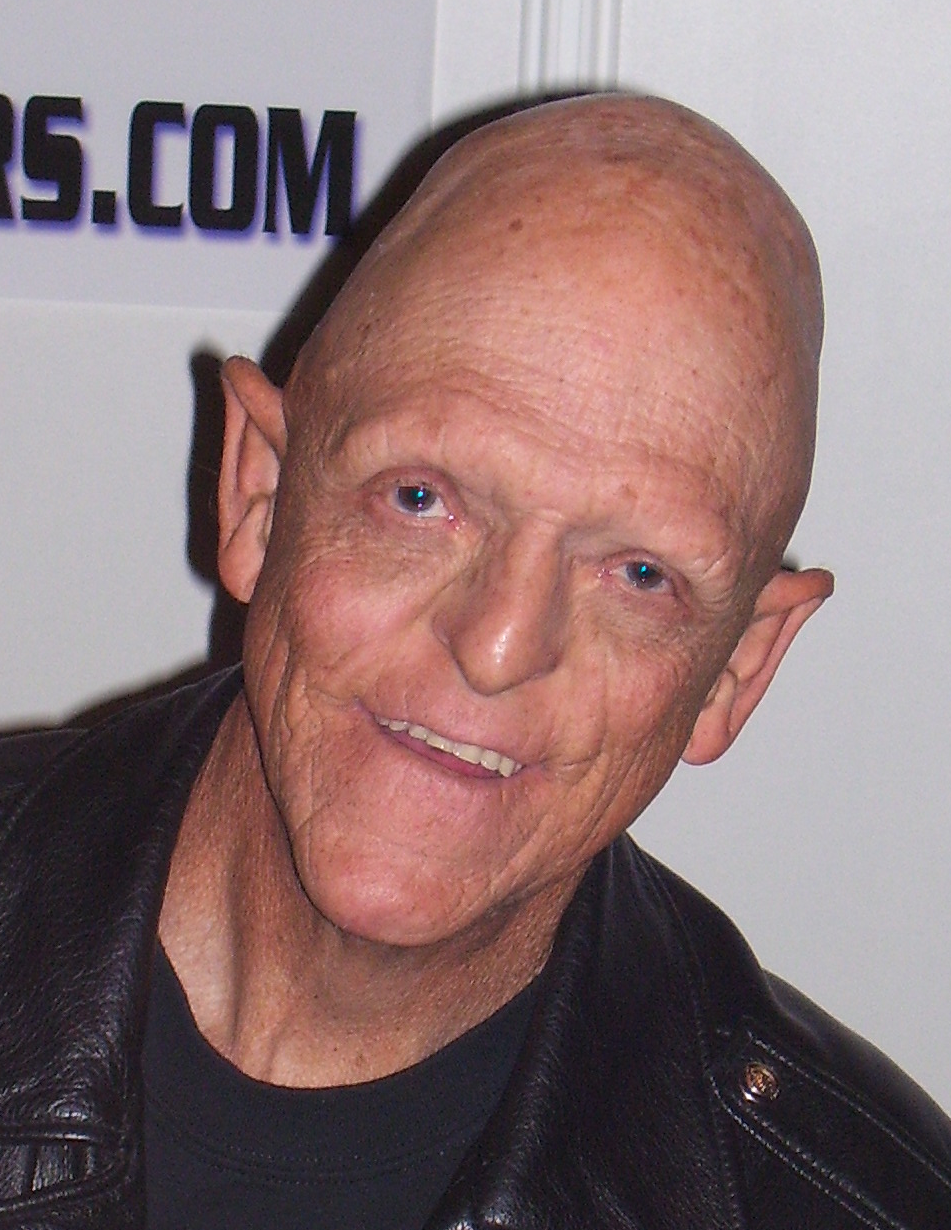
Майкл Берриман прославился после роли в фильме

Многие критики признали фильм «У холмов есть глаза» культовой классикой, а Захари Пол из Bloody Disgusting сказал: «За 40 лет, прошедших с момента выхода фильма, „У холмов есть глаза“ собрал довольно большое количество поклонников». И Берриман, и его персонаж Плутон стали иконами ужасов благодаря этому фильму. Ди Уоллес стала известна как королева крика благодаря своим ролям в фильмах «У холмов есть глаза», «Вой» (1981) и «Куджо» (1983). Джон Кеннет Мьюир пишет, что «У холмов есть глаза» «стал поворотным моментом в жанре ужасов» и послужил вдохновением для юмористических и инстинктивных фильмов ужасов, выполненных на техническом уровне, включая «Хэллоуин» (1978), «Пятница 13-е» (1980) и «Выпускной» (1980).

### В массовой культуре
Во время просмотра фильма «У холмов есть глаза» режиссёр Сэм Рэйми заметил в одной из сцен фильма разорванный постер к фильму Стивена Спилберга «Челюсти» (1975). Он «воспринял это как то, что Уэс Крэйвен… говорит: „Челюсти — это просто попсовый ужастик. То, что у меня здесь, — настоящий ужас“». Это вдохновило Рэйми включить разорванный плакат «У холмов есть глаза» в свой фильм «Зловещие мертвецы» (1981), чтобы в шутливой форме сказать Крэйвену: «Нет, вот это настоящий ужас, приятель». Крэйвен отреагировал на это тем, что Нэнси Томпсон, главная героиня фильма «Кошмар на улице Вязов» (1984), в одной из сцен заснула во время просмотра «Зловещих мертвецов». Рэйми ответил на это тем, что включил перчатку Фредди Крюгера в одну из сцен фильма «Зловещие мертвецы 2» (1987). Позже в фильме Крэйвена «Крик» (1996) герои решили посмотреть VHS с фильмом «Хэллоуин», вместо кассеты с фильмом «Зловещие мертвецы», которая у них тоже была. Затем в эпизоде первого сезона сериала Рэйми «Эш против зловещих мертвецов» мелькает перчатка Крюгера, а в эпизоде второго сезона у кинотеатра можно увидеть постер фильма «У холмов есть глаза».
«Дом», эпизод сериала «Секретные материалы» 1996 года, является данью уважения как фильму «У холмов есть глаза», так и «Техасской резне бензопилой». Название и текст песни «The Hills» канадского певца The Weeknd отсылают к фильму Крэйвена.